# Musique hindoustanie

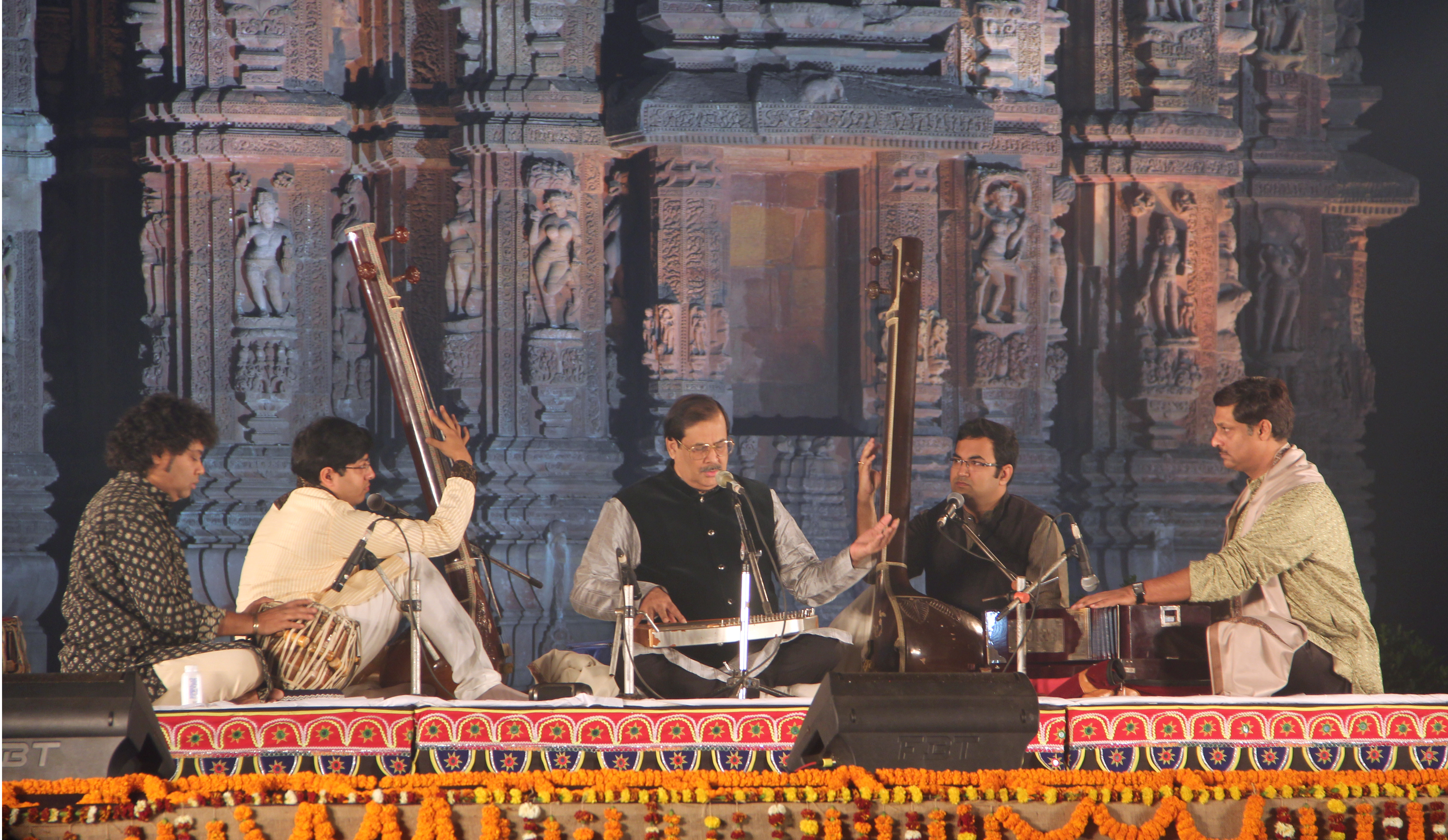
Concert d'Ajoy Chakrabarty au Festival de Rajarani, organisé au temple de Rajarani à Bhubaneswar, Orissa (Inde).

La musique hindoustanie est pratiquée en Inde du Nord, au Népal, au Pakistan et en Afghanistan. C'est l'une des deux cultures musicales majeures de la musique classique indienne avec la musique carnatique, de l'Inde du Sud. 

## Histoire
Historiquement, il n'y a que peu de différence entre ces musiques jusqu'au XIIIe siècle. À la suite de l'arrivée des dynasties turciques du Sultanat de Delhi, et de l'influence de la musique persane, peu à peu la scission va s'accentuer, et aujourd'hui ces genres sont cousins et comportent bien des similitudes, mais aussi bien des spécificités incontournables au point que les musiciens ne jouent habituellement pas ensemble. Il y a aussi des traditions musicales particulières et des instruments dédiés.
La musique hindoustanie est devenue rapidement une musique de Cour, jouée dans les darbars, les salles d'audiences des maharajahs. De ce fait, elle a quitté l'orbe du temple et du service religieux, pour se concentrer sur un service plus complaisant, celui du charme. Les musiciens devaient plaire aux rajahs et à leurs auditoires. Ils se sont ainsi de plus en plus concentrés sur des histoires humaines, émotionnelles, chantées avec des mélismes et des arabesques inégalés. Les compositions se sont allongées, durant des heures, et les instruments de musique sont devenus plus grands et plus complexes (par l'ajout de cordes sympathiques), pour pouvoir être audibles dans de grands halls. C'est ainsi qu'est né en Inde la notion de concert et de salon de musique.
Les svaras (notes) et les râgas (modes), même s'ils portent encore des noms communs parfois, ne désignent plus du tout la même chose du Nord au Sud. À l'intérieur même de la musique hindoustanie, des évolutions ont eu lieu. Ainsi le style religieux dhrupad du Moyen Âge a-t-il laissé place depuis deux siècles au khyal, un style plus « romantique ». De plus, des styles semi-classiques, tels le thumri ou le ghazal, usant du persan et de l'ourdou, sont apparus. De même pour les instruments, la vînâ a cédé sa place au sitar, et le mridang aux tablas.

## Notation
La musique hindoustani utilise le système de notation svaralipī.

## Principaux représentants
- Abdul Rashid Khan (1908–2016)
- Roshan Ara Begum (1917-1982)
- Subha Mugdal Site de l'artiste